# ビス(トリメチルシリル)アミン
ビス(トリメチルシリル)アミン（Bis(trimethylsilyl)amine）または、1,1,1,3,3,3-ヘキサメチルジシラザン（hexamethyldisilazane、HMDS）は、アンモニアの水素2つがそれぞれトリメチルシリル基で置換された構造を持つ分子式 (CH3)3Si-NH-Si(CH3)3 の有機試薬である。無色透明の液体で、水によってゆっくり加水分解を受ける。消防法に定める「第4類危険物 第1石油類」に該当する。
ビス(トリメチルシリル)アミンの窒素原子上の脱プロトン化によってビス(トリメチルシリル)アミドとなり、これは求核性の低い強塩基として使われる。
- リチウムビス(トリメチルシリル)アミド
- ナトリウムビス(トリメチルシリル)アミド
- カリウムビス(トリメチルシリル)アミド

## 有機化学
HMDSの用途のひとつに、縮合反応による複素環式化合物合成が挙げられる。キサンチンの誘導体をマイクロ波合成で得た例を下式に示す。

## その他
フォトリソグラフィにおいて、HMDSはフォトレジストのための凝着の助触媒として用いられる。熱した基板の気相からHMDSを使用することによって最高の結果が得られる。
電子顕微鏡では、サンプルの調製の間、臨界点乾燥への代替として使うことができる。